# Artista meritevole
Il titolo di Artista meritevole (in ceco: Zasloužilý umělec; in slovacco Zaslúžilý umelec) fu un titolo onorifico cecoslovacco, stabilito con il decreto governativo n. 55/1953 del 3 giugno 1953, come riconoscimento d'onore per operatori artistici particolarmente eccellenti e meritevoli. Il titolo onorifico di artista meritevole era conferito dal governo su proposta del competente ufficio centrale a quell'artista, che con la sua carriera di eccellenza pluriennale in qualsiasi disciplina artistica avesse acquisito particolari meriti. Gli artisti a cui veniva conferito questo titolo ricevevano un attestato ufficiale. Il governo poteva ritirare il riconoscimento, qualora l'artista si fosse reso indegno del titolo d'onore. 
Il titolo di artista meritevole precedeva quello di artista nazionale, anch'esso conferito dal governo. 
Il titolo fu abolito con la legge n. 404/1990.